# Casiano de Prado
Casiano de Prado y Vallo, né à Saint-Jacques-de-Compostelle le 13 août 1797 et mort à Madrid le 4 juillet 1866, est un ingénieur des mines et géologue espagnol.